# Simon Templar
Pour les articles homonymes, voir Le Saint.
Simon Templar, dit le Saint (The Saint) est un personnage de roman policier créé par Leslie Charteris en 1928, repris ensuite par d'autres auteurs et adapté au cinéma, à la radio et à la télévision. Ses initiales « S. T. », abréviation courante du mot « saint », lui valent son surnom.

## Le personnage

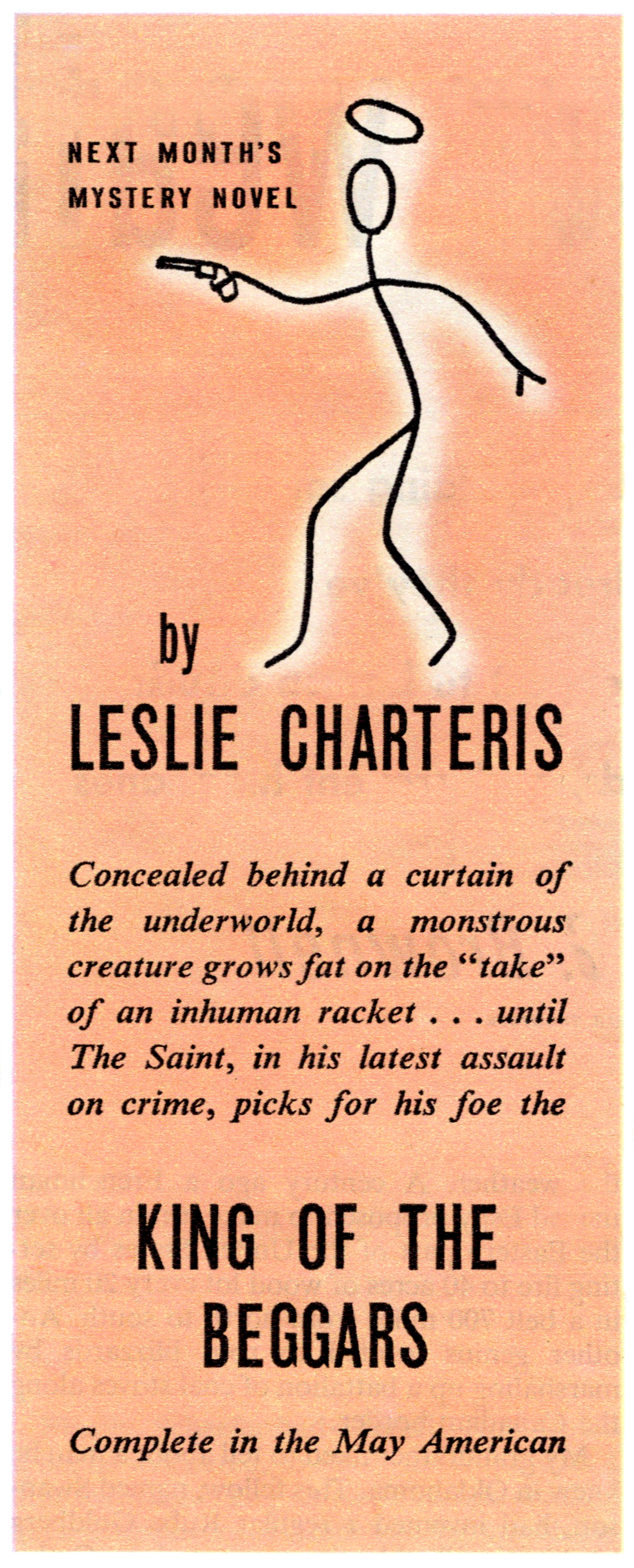
Publicité de 1948 (USA).

Le Saint est à la fois un justicier, un voleur et un détective : il ne s'attaque qu'à des criminels, ce qui lui vaut parfois d'être qualifié de « Robin des Bois des temps modernes », et n'hésite pas à défier la loi dès qu'il l'estime nécessaire (cela va de l'introduction par effraction à l'assassinat), d'où les relations ambiguës qu'il entretient avec la police (notamment l'inspecteur de Scotland Yard Claude-Eustace Teal) qui est, selon les circonstances, son allié ou son ennemi.
Son surnom lui vient de ses initiales « S. T. » ; en outre, le Saint a l'habitude d'avertir ses ennemis ou de signer ses forfaits d'une « carte de visite » représentant un bonhomme linéaire couronné d'une auréole, la « marque du Saint » ; ce dessin, emblématique du personnage, apparaît ainsi en couverture des romans et sert de logo à la série télévisée.
Parmi les alliés récurrents du Saint qui l'aident à lutter contre le crime figurent sa compagne Patricia Holm, ainsi que Hoppy Uniatz, un voyou américain repenti, archétype de la brute stupide, ivrogne sans espoir de repentir. Cette parfaite antinomie de Simon Templar se révèle toutefois un acolyte fidèle et finalement un précieux allié, malgré les bourdes régulières qu'il commet lors des enquêtes du Saint.

## Les romans
Le premier roman, Meet the Tiger paraît à Londres chez Ward Lock & Co en 1928, avec une couverture illustrée par Salomon van Abbé.
La maison d'édition Fayard a publié jusqu'aux années soixante près de 78 titres du Saint pour le public français, dont seulement 37 étaient des traductions des romans écrits de la main de Leslie Charteris, les autres étant directement créés en français. De 1967 à 1981, une réédition partielle à lieu dans Le Livre de poche.

### 1928
- Le Saint et Patricia - Le Secret de la vieille maison (Meet the Tiger)

### 1929
- Le Saint et le Dernier Héros (The Last Hero, Londres ou The Saint Closes the Case, New York)
- Le Saint en Afrique
- Le Saint à la rescousse
- Le Saint retrouve Greta
- Encore le Saint

### 1930
- L'Héroïque Aventure (Knight Templar ou The Avenging Saint aux États-Unis)

### 1931
- Les Anges des ténèbres (She Was a Lady ou Angels of Doom aux États-Unis)
- La Justice du Saint
- Le Saint et les Mauvais Garçons

### 1932
- Le Saint et l'Archiduc (The Saint's Getaway)
- Le Saint à Londres (The Holy Terror ou The Saint vs. Scotland Yard)

### 1933
- Ici, le Saint (Once More the Saint ou The Saint and Mr. Teal aux États-Unis)
- Les Compagnons du Saint
- Le Saint à Ténériffe

### 1934
- Le Saint à New York (The Saint in New York)
- Le Saint contre Teal (The Misfortunes of Mr. Teal (en) ou The Saint in England aux États-Unis)
- Le Saint s'amuse (The Saint Intervenes)

### 1938
- En suivant le Saint (Follow the Saint)
- Le Saint s'en va-t-en guerre

### 1940
- Le Saint à Miami (The Saint in Miami)
- La Marque du Saint

### 1943
- Mais le Saint troubla la fête (The Saint Steps in)
- Le Saint au Far-West
- Le Saint, Cookie et Cie
- Le Saint conduit le bal

### 1944
- Le Saint contre le marché noir (The Saint on Guard)
- Le Saint joue et gagne
- Le Saint contre Monsieur Z...

### 1948
- On demande le Saint (Call for the Saint)
- Le Saint et les femmes (Saint Errant)
- Quand le Saint s'en mêle
- La Loi du Saint
- Le Saint ramène un héritier
- Le Saint ne veut pas chanter
- Le Saint et le Canard boiteux
- Le Saint et la Veuve noire
- Les anges appellent le Saint
- Le Saint parie sur la mort
- Le Saint refuse une couronne
- Le Saint se bat contre un fantôme
- Le Saint découvre le virus 13
- Le Saint joue avec le feu
- Le Saint contre le Triangle
- Le Saint au carnaval de Rio
- Le Saint et le Perroquet vert (Saint's Truth Is under Rain)
- Le Saint condamne sans appel
- Le Saint choisit la mort douce
- Le Saint chasse la blonde
- Le Saint devient nourrice sèche

### 1953
- Le Saint en Europe (The Saint in Europe)
- Le Saint voit une soucoupe volante
- Le Saint devient pirate
- Le Saint exige la tête
- Le Saint suit la mode
- Premier prix au Saint

### 1955
- Le Saint aux Antilles (The Saint on the Spanish Main)
- J'accuse le Saint
- Greta emballe le Saint
- Plus fort que le Saint
- Vive le Saint
- Le Spectre du Saint

### 1956
- Le Saint autour du monde (The Saint Around the World)
- Le Saint et le Tyran
- L'enfer attend le Saint
- Le Saint contre les Cagoules grises
- Le Saint à Paris
- Sacrifions le Saint
- Merci, le Saint
- Le Saint prend l'affût
- A l'eau, le Saint !
- Le Saint au volant
- Pas de vacances pour le Saint
- Le Saint au bois dormant
- Les Atouts du Saint
- Le Saint et Patricia
- Le Saint au Mexique

### 1962
- Faites confiance au Saint ! (Trust the Saint!)

### 1963
- Le Saint au soleil (The Saint in the Sun)
- Le Saint et le Collier des Habsbourg (The Saint and the Habsbourg Necklace)

## Adaptations

### Films
- The Saint in New York (1938), avec Louis Hayward
- The Saint Strikes Back (1939), avec George Sanders
- The Saint in London (1939), avec George Sanders
- The Saint's Double Trouble (1940), avec George Sanders
- The Saint Takes Over (1940), avec George Sanders
- The Saint in Palm Springs (1941), avec George Sanders
- The Saint's Vacation (1941), avec Hugh Sinclair
- Le Saint face au Tigre (The Saint Meets the Tiger) (1943), avec Hugh Sinclair
- Le Saint défie Scotland Yard (The Saint's Return) (1953), avec Louis Hayward
- Le Saint mène la danse (1960), avec Félix Marten
- Le Saint prend l'affût (1966), avec Jean Marais
- Le Saint (1997), avec Val Kilmer

### Téléfilms
- The Saint in Manhattan de James Frawley (1987) avec Andrew Clarke
- The Saint de Ernie Barbarash (2017), avec Adam Rayner

### Séries télévisées
- Le Saint (The Saint) série télévisée (1962-1969) avec Roger Moore
- Le Retour du Saint (Return of the Saint) série télévisée (1978-1979) avec Ian Ogilvy
- Le Saint, série des téléfilms de 1989

### Projets d'adaptation
En 2007, James Purefoy devait tourner une nouvelle série télévisée du Saint mais le projet n'a pas vu le jour.
En 2020, Paramount annonce une nouvelle série de films au cinéma avec Chris Pine. Puis en 2021, Regé-Jean Page est annoncé à son tour comme le nouvel interprète choisi. Fin 2022, aucun projet n'est finalisé ou infirmé.